# Bellport (Nueva York)
Bellport es una villa ubicada en el condado de Suffolk en el estado estadounidense de Nueva York. En el año 2000 tenía una población de 2,363 habitantes y una densidad poblacional de 625.4 personas por km².

## Geografía
Bellport se encuentra ubicada en las coordenadas 40°45′25″N 72°56′30″O / 40.75694, -72.94167. Según la Oficina del Censo, la ciudad tiene un área total de 4 km² (1,5 mi²), de la cual 3,8 km² (1,5 mi²) es tierra y 0,2 km² (0,1 mi²) (5.81%) es agua.

## Demografía
Según la Oficina del Censo en 2000 los ingresos medios por hogar en la localidad eran de $77,523, y los ingresos medios por familia eran $80,850. Los hombres tenían unos ingresos medios de $51,189 frente a los $40,985 para las mujeres. La renta per cápita para la localidad era de $38,906. Alrededor del 1.6% de la población estaban por debajo del umbral de pobreza.